# Dương Chí Dũng
Dương Chí Dũng sinh ngày 5 tháng 5 năm 1957 tại Hải Dương, nguyên là Cục trưởng Cục hàng hải Việt Nam, nguyên Chủ tịch Hội đồng Thành viên Tổng công ty Hàng hải Việt Nam (Vinalines), Ủy viên Thường vụ Đảng ủy khối doanh nghiệp Trung ương Đảng Cộng sản Việt Nam, đại biểu Đại hội Đảng Cộng sản Việt Nam XI toàn quốc.
Trong phiên xử sơ thẩm ngày 16/12/2013 ông bị tuyên án tử hình về tội tham ô, 28 năm tù về tội cố ý làm trái quy định của Nhà nước về quản lý kinh tế gây hậu quả nghiêm trọng. Vụ xử này được báo chí quốc tế nhiều hãng thông tấn, báo chí lớn của nước ngoài đều đưa tin và nhận định bản án tử hình dành cho ông này là một nỗ lực của Việt Nam trong cuộc chiến chống tham nhũng.

## Tiểu sử
Sau khi tốt nghiệp phổ thông, ông đi lao động xuất khẩu ở Cộng hòa dân chủ Đức. Sau vài năm ông về làm việc tại văn phòng Công đoàn Cảng Hải Phòng.
Trong khoảng năm 1994, ông về làm cán bộ tại Tổng công ty Xây dựng Đường thủy (lúc đó là Liên hiệp các xí nghiệp nạo vét) do ông Nguyễn Văn Trường (Trường Kính) làm Tổng giám đốc. Trong năm 1994, ông được đưa về Công ty nạo vét Sông 1 làm Phó Giám đốc sau đó lên làm Giám đốc.
Trong khoảng thời gian này, ông học lớp tại chức ngắn hạn ngành Kinh tế vận tải biển (3 năm) tại Trường Đại học Hàng hải Việt Nam. Sau khi tốt nghiệp, ông làm luôn luận án Tiến sĩ tại Trường Đại học Thương mại.

### Gia đình
Dương Chí Dũng là con trai của Dương Khắc Thụ - Đại tá Giám đốc Công an Thành phố Hải Phòng trong thập niên 1970-1980.
Các anh em của Dương Chí Dũng đều công tác tại Công an Thành phố Hải phòng. Em trai là Đại tá Dương Tự Trọng từng giữ chức vụ Phó Giám đốc CA Hải Phòng, sau đó được thăng cấp lên Cục phó Cục Cảnh sát Quản lý Hành chính về trật tự xã hội. Em rể tên là Nguyễn Bỉnh Kiên, nguyên Trưởng phòng An ninh kinh tế CA Hải phòng, Phó Cục trưởng cục An ninh tài chính tiền tệ Bộ Công an, nguyên Phó Giám đốc Công an TP Hải Phòng, em gái là bà Băng Tâm là Công an PC 25 Hải Phòng. Nguyễn Bỉnh Kiên đã bị khai trừ khỏi Đảng hôm 18/1, và bị mất chức Phó Giám đốc Công an Thành phố Hải Phòng ngày 29/03/2013.. Tuy nhiên sau đó ông Kiên chỉ bị kỷ luật cảnh cáo và tiếp tục giữ chức Phó Giám đốc CA Hải phòng cho đến khi nghỉ hưu năm 2018.
Ông Dương Chí Dũng có vợ là Phạm Thị Mai Phương, sinh năm 1959, là một cán bộ về hưu. Hai người có ba con gái.

## Sự nghiệp
Trước khi lãnh đạo Vinalines, ông Dũng từng quản lý Tổng Công ty Xây dựng Đường thủy (Vinawaco) - một đơn vị từng thua lỗ nặng.
Dương Chí Dũng được bổ nhiệm chức Tổng giám đốc Vinalines từ tháng 8/2005. Đến tháng 7/2011, ông Dũng được bổ nhiệm giữ chức Chủ tịch Hội đồng quản trị tổng công ty này. Ông Dũng cũng là Ủy viên thường vụ Đảng ủy khối Doanh nghiệp Trung ương, Bí thư Đảng ủy Vinalines. Đầu tháng 2/2012, ông được Thủ tướng Chính phủ có Quyết định số 142 cho thôi giữ chức Chủ tịch HĐQT Vinalines để Bộ trưởng GTVT bổ nhiệm giữ chức Cục trưởng Cục Hàng hải Việt Nam.

### Những sai phạm
Cục Cảnh sát phòng chống tham nhũng đã phát hiện những sai phạm trong việc thực hiện lắp đặt ụ nổi thuộc dự án nhà máy sửa chữa tàu biển Vinalines phía nam. Tháng 2/2012, Cơ quan cảnh sát điều tra quyết định khởi tố bắt tạm giam 4 bị can có liên quan đến hành vi tham ô tài sản. Trong số này có Trần Hải Sơn - Tổng giám đốc Công ty TNHH sửa chữa tàu biển Vinalines.
Theo đó, các bị can này đã có dấu hiệu nâng giá vật tư, quyết toán khống trong việc sửa chữa ụ nổi để chiếm đoạt số tiền trên 2,5 tỷ đồng. Trong quá trình điều tra, Cục Cảnh sát phòng chống tham nhũng đã phát hiện có nhiều dấu hiệu sai phạm trong việc đầu tư dự án nói chung và mua sắm ụ nổi nói riêng. Theo điều tra của Cục Cảnh sát phòng chống tham nhũng, khi chưa được Thủ tướng phê duyệt thì ngày 27/6/2007, ông Dương Chí Dũng là Chủ tịch HĐQT Vinalines đã ký quyết định phê duyệt dự án nhà máy sửa chữa tàu biển tại tỉnh Bà Rịa - Vũng Tàu với tổng mức đầu tư 3.854 tỷ đồng. Tuy nhiên, dự án này sau đó đã bị đội lên thành 6.489 tỷ đồng. 
Tương tự, việc mua sắm ụ nổi cũng đã bị đội giá lên gấp đôi so với dự toán ban đầu. Theo tài liệu điều tra của phòng Nội vụ của Nga và bản khai nhân chứng được tòa công bố vào ngày 28/4/2014, công ty sở hữu ụ nổi 83M là Nakhodka thỏa thuận giá bán ụ nổi với Công ty môi giới AP (Singapore) chỉ là 2,3 triệu USD, trong khi Vinalines mua ụ cũ hết niên hạn sử dụng này với chi phí tổng cộng lên tới 9 triệu USD. Thêm tiền dắt về, sửa chữa khiến mức đầu tư đội giá thành 19 triệu. 
Vinalines đã tự ý quyết định đầu tư khi chưa được Bộ Giao thông Vận tải cập nhật dự án vào quy hoạch và dự án này cũng chưa trình Thủ tướng Chính phủ xem xét quyết định theo tinh thần chỉ đạo của Thủ tướng Chính phủ tại văn bản số 4805/VPCN-CN ngày 31/8/2006. 
Trong sự việc này, cơ quan cảnh sát điều tra xác định ông Trần Hữu Chiều, Phó tổng Giám đốc Vinalines là người đề nghị, ông Mai Xuân Phúc (Tổng Giám đốc thời điểm đó) trình, ông Dương Chí Dũng (Chủ tịch HĐQT) ký phê duyệt. Các hành vi này được xác định là làm trái với ý kiến chỉ đạo của Thủ tướng Chính phủ, luật đầu tư, luật đấu thầu.

### Quyết định bổ nhiệm
Dư luận và đại biểu Quốc hội đã đặt vấn đề về quy trình bổ nhiệm Dương Chí Dũng. Dư luận cũng đặt vấn đề về trách nhiệm của thủ tướng Nguyễn Tấn Dũng trong việc này, vì theo quy định là các Tổng công ty, Tập đoàn nhà nước trực thuộc quyền hạn của Thủ tướng, và vị trí Chủ tịch Hội đồng thành viên do chính Thủ tướng bổ nhiệm, điều động, và có một văn bản do Thủ tướng Nguyễn Tấn Dũng ký cho Dương Chí Dũng thôi giữ chức vụ Chủ tịch HĐTV Vinalines và cũng đề nghị Bộ trưởng Đinh La Thăng bổ nhiệm ông này làm Cục trưởng Cục Hàng hải.
Theo như lời bộ trưởng bộ GTVT Đinh La Thăng thì "Trong ngành tất cả các đánh giá cán bộ cuối năm và hàng năm ông Dũng đều được nhận xét rất tốt." và " Thực tế đến trước khi có kết luận của Thanh tra Chính phủ, chúng tôi (bộ trưởng bộ GTVT Đinh La Thăng) hoàn toàn không nhận được bất kỳ thông tin gì từ thanh tra, công an hay đơn tố cáo ông Dũng.
Theo Bộ Giao thông Vận tải Việt Nam, việc bổ nhiệm ông Dương Chí Dũng đã được sự thống nhất của tập thể Ban cán sự Đảng CSVN và lãnh đạo Bộ GTVT, thực hiện đúng nguyên tắc, đúng thẩm quyền, đúng trình tự thủ tục.

### Quyết định truy nã
Ngày 18 tháng 5 năm 2012, sau khi ra quyết định khởi tố, Cơ quan Cảnh sát điều tra đã làm việc với Bộ GTVT, ngay sau đó Bộ này đã có quyết định đình chỉ công tác với ông Dương Chí Dũng"
Ngày 19 tháng 5 năm 2012, Cơ quan cảnh sát điều tra (Bộ Công an) đã ra quyết định truy nã đối với ông Dương Chí Dũng.
Theo nhận định của Cơ quan Cảnh sát điều tra, Bộ Công an "đây là vụ án gây thiệt hại đặc biệt nghiêm trọng cho nhà nước, có tính chất phức tạp, gây nhức nhối trong quần chúng nhân dân, làm ảnh hưởng đến uy tín của chính phủ Việt Nam".
Theo báo Công an nhân dân, ngày 21 tháng 6 năm 2012, Cơ quan Cảnh sát điều tra Bộ Công an cho biết đã đề nghị truy nã quốc tế ông Dũng và được Ban Tổng thư ký tổ chức Interpol đồng ý. Bộ Công an đề nghị nơi nào bắt được ông Dũng, thông báo ngay cho Interpol Hà Nội và Ban Tổng thư ký tổ chức Interpol.

## Bắt giữ và truy tố
Thông báo của Bộ Công an Việt Nam lúc đó cho biết ông Dũng bị bắt giữ hôm thứ Ba ngày 4/9/2012 sau gần 4 tháng đào tẩu tại một nước ASEAN nhưng không nói rõ là nước nào cũng như không đưa thông tin chi tiết về việc bắt giữ.
Theo hồ sơ điều tra Cơ quan An ninh (Bộ Công an) hoàn tất ngày 14.10.2013 thì Dương Chí Dũng đã bị bắt tại Campuchia.
Theo tin của Petrotimes ngày 07.12.2013, Phó phòng Cảnh sát Điều tra tội phạm về trật tự xã hội (PC45) Công an thành phố Hải Phòng Vũ Tiến Sơn đã bị bắt tạm giam vì đã tiếp tay cho Dương Chí Dũng bỏ trốn. Cùng tội này, Đồng Xuân Phong – Nguyên cán bộ Cục Hải quan Hải Phòng cũng đã bị truy nã. 

Ngày 22/2 Bộ Công an loan tin vừa bắt ông Dương Tự Trọng, nguyên phó giám đốc công an Hải Phòng với lý do ông này nằm trong đường dây tổ chức cho anh trai là Dương Chí Dũng, nguyên chủ tịch Vinalines bỏ trốn. Như vậy, ông Dương Tự Trọng là người thứ 8 đã bị bắt giam trong đường dây tổ chức này. Ngoài ông còn có các cán bộ công an khác như ông Vũ Văn Sáu, Phạm Đình Nghiên, Hà Trọng Tuấn, Hoàng Văn Thắng, Nguyễn Trọng Ánh và ông Đồng Xuân Phong (đang bị truy nã).
Trong phiên xử sơ thẩm ngày 16/12 Dương Chí Dũng bị tuyên án tử hình về tội tham ô, 28 năm tù về tội cố ý làm trái quy định của Nhà nước về quản lý kinh tế gây hậu quả nghiêm trọng.

Trong cuộc họp thông báo về tình hình, kết quả công tác công an năm 2013 diễn ra vào ngày 16.12.2013, thượng tướng Đặng Văn Hiếu - Thứ trưởng Thường trực Bộ Công an, nói rõ, Cơ quan An ninh điều tra của Bộ Công an gửi Viện KSND tối cao không đề cập tới chi tiết người gọi điện báo tin cho Dương Chí Dũng bỏ trốn, do những tình tiết này liên quan đến một vụ án khác, vẫn đang trong quá trình điều tra nên chưa thể tiết lộ danh tính cụ thể.

### Lời khai trước tòa về việc bỏ trốn
Vào ngày 07.01.2014 phiên tòa sơ thẩm xét xử bị cáo Dương Tự Trọng và 6 đồng phạm phạm tội tổ chức cho Dương Chí Dũng trốn đi nước ngoài, Dương Chí Dũng khai rằng chính Phạm Quý Ngọ, Thứ trưởng Bộ Công an, Trưởng ban chuyên án điều tra các sai phạm tại Vinalines (tức đang điều tra các sai phạm của Dương Chí Dũng), là người đã gọi điện thoại báo tin về việc bắt giữ, và khuyên bỏ trốn: "anh Ngọ gọi điện cho tôi thông báo Thủ tướng đã chấp thuận lệnh khởi tố và bắt tạm giam chú, chú tránh đi một thời gian".

### Khởi tố và đòi dẫn độ phóng viên báo đài BBC
Ngày 25/4/2014, Trung tướng Hoàng Kông Tư, Thủ trưởng Cơ quan An ninh điều tra Bộ Công an trong một cuộc phỏng vấn với Báo Công an nhân dân cho biết là đã khởi tố tội Vu khống và sẽ xem xét để đòi dẫn độ phóng viên Nguyễn Hùng, BBC tiếng Việt về bài báo "Dương Chí Dũng và những triệu đô la", đăng ngày 24/4/2014, với câu sau: "Theo ông Dũng, người đưa tiền của bà Lan cho ông tên là Tiệp. Các nguồn tin nói đây là ám chỉ Thiếu tướng Trần Quang Tiệp, Trợ lý Bộ trưởng Công an Trần Đại Quang"., Theo bài đăng trên BBC thì các vụ hối lộ có liên quan đến cố Thượng tướng Phạm Quý Ngọ, Thứ trưởng Bộ Công an, bị khai nhận nửa triệu USD để chạy án vụ Vinalines, đại tướng Trần Đại Quang, Bộ trưởng Bộ Công an, và hai sĩ quan công an của Cục C48, nhận 30.000 USD.

"Anh Tiệp có nói là "Anh yên tâm đi, tôi đã gặp và báo cáo với anh Trần Đại Quang - Bộ trưởng Bộ Công an, để anh Quang có ý kiến với anh Ngọ. Và anh Quang sẽ điện cho anh, để anh Ngọ không can thiệp hay gây khó cho doanh nghiệp nữa.""
Trong quá trình điều tra, Dương Chí Dũng có khai người đưa tiền của bà Lan cho ông tên là Tiệc. Cơ quan An ninh điều tra Bộ Công an đã xác minh, làm rõ và xác định người tên Tiệc như Dương Chí Dũng khai là ông Ngô Xuân Tiệc, sinh năm 1961, thường trú tại 277 Phạm Văn Hải, quận Tân Bình, Thành phố Hồ Chí Minh, là Chủ tịch, Tổng Giám đốc Công ty cổ phần đầu tư phát triển Tâm Sinh Nghĩa. Cơ quan An ninh điều tra Bộ Công an đã làm việc với ông Ngô Xuân Tiệc và ông Ngô Xuân Tiệc đã viết bản tường trình cam đoan, khẳng định hoàn toàn không có sự việc như Dương Chí Dũng khai.

### Phiên tòa phúc thẩm
Trước phiên phúc thẩm, gia đình ông Dương Chí Dũng đã nộp cho Cục Thi hành án dân sự TP. Hà Nội 4,7 tỷ đồng tiền khắc phục hậu quả cho vụ án Vinalines.
Ngày 5 tháng 4 năm 2014, phiên phúc thẩm đã tuyên bố y án tử hình ông Dương Chí Dũng, yêu cầu bồi thường 110 tỷ đồng.
Chiều 12 tháng 4 năm 2017, Cục trưởng Thi hành án dân sự Hà Nội, ông Lê Quang Tiến cho biết ông Dương Chí Dũng còn nợ thi hành án hơn 88 tỷ đồng.
Theo tin tức báo chí năm 2023, Dương Chí Dũng đã được giảm án xuống chung thân do đã khắc phục hậu quả vụ án.